# بیابان‌زی
بیابان‌زی (نام علمی: Eremobium) نام یک سرده از شب‌بویان است.